# Hyundai Ioniq 6
Hyundai Ioniq 6 – elektryczny samochód osobowy klasy średniej produkowany pod południowokoreańską marką Hyundai od 2022 roku.

## Historia i opis modelu

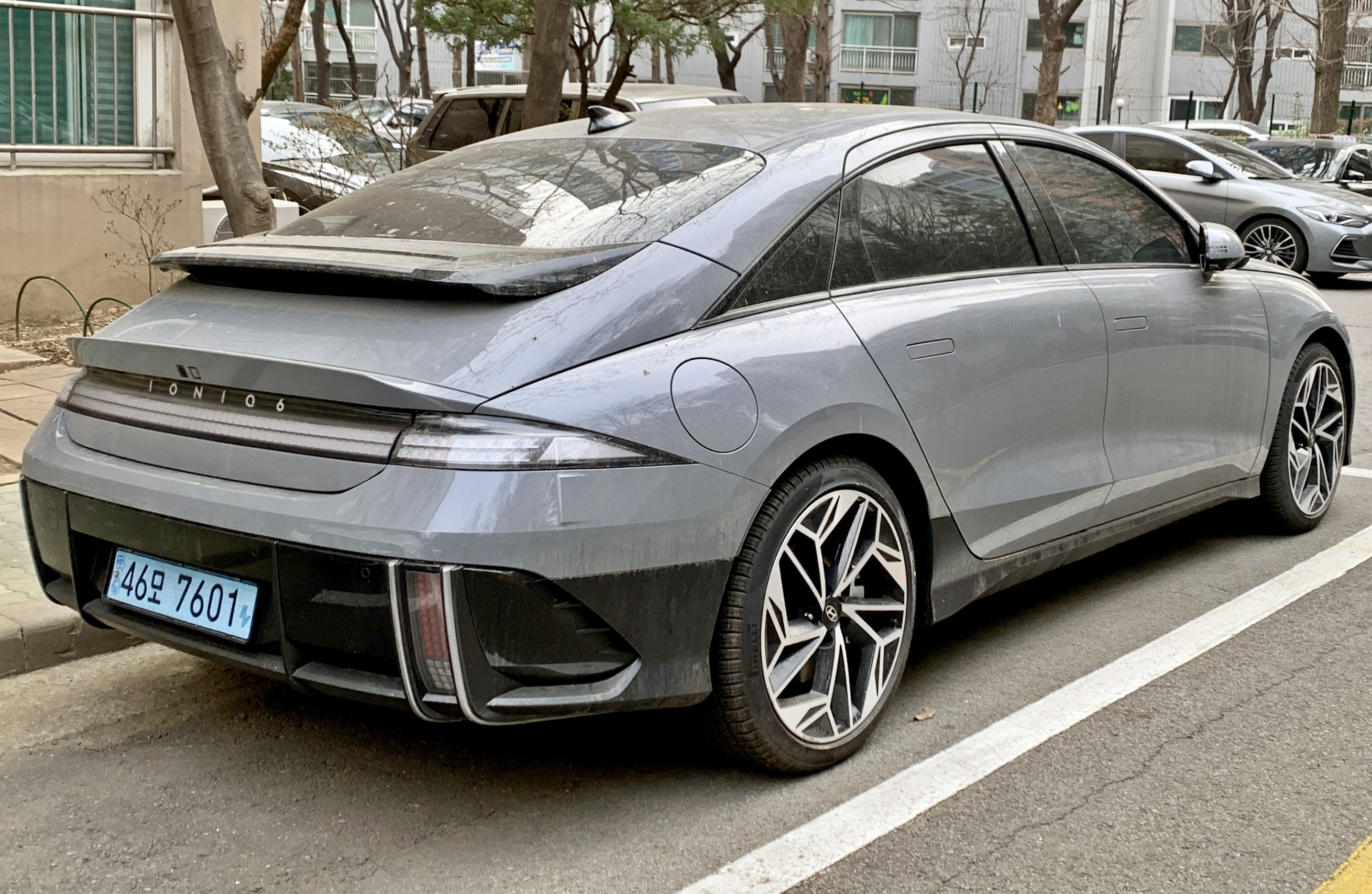
Hyundai Ioniq 6 First Edition - tył

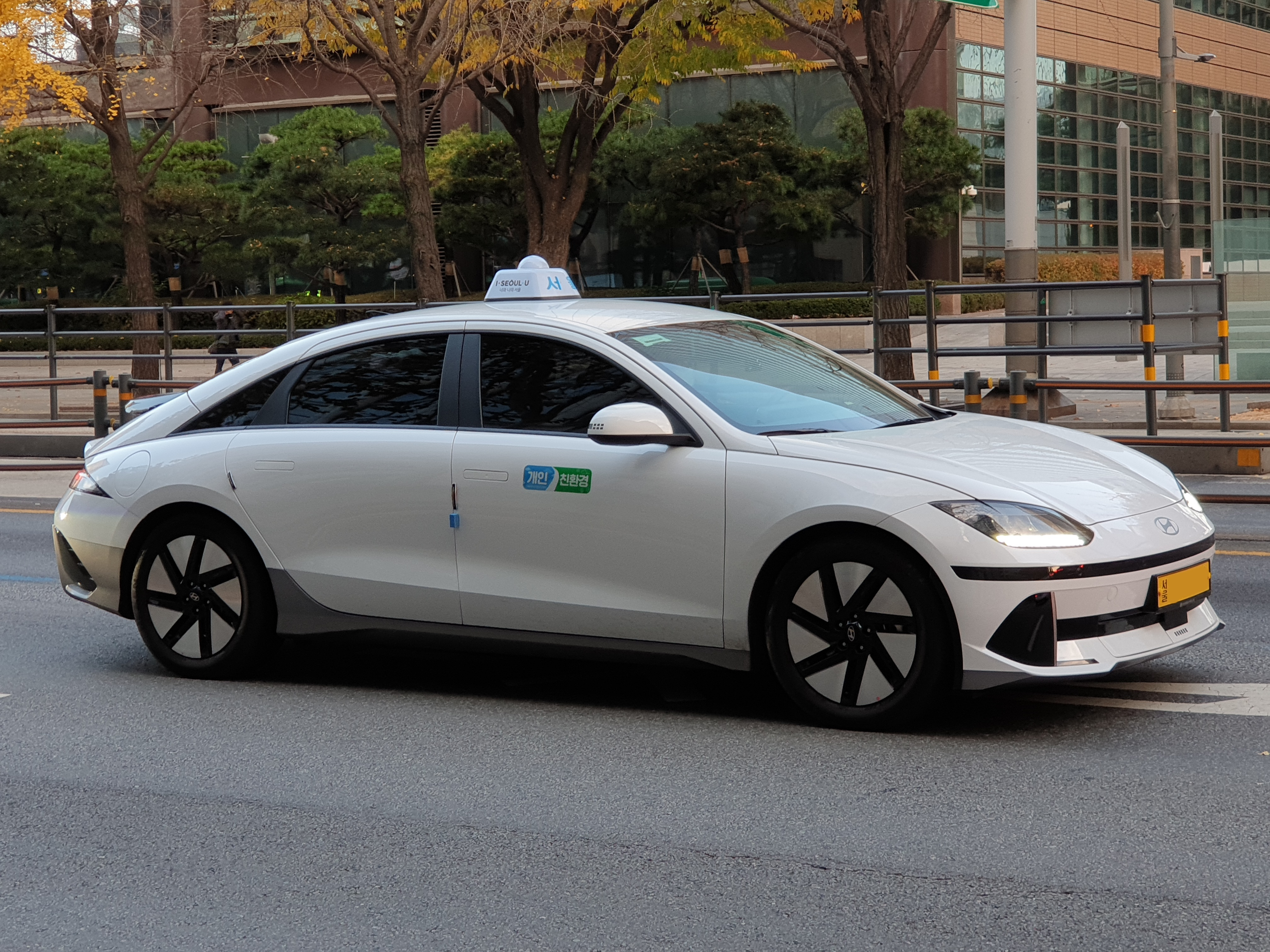
Hyundai Ioniq 6 Taxi

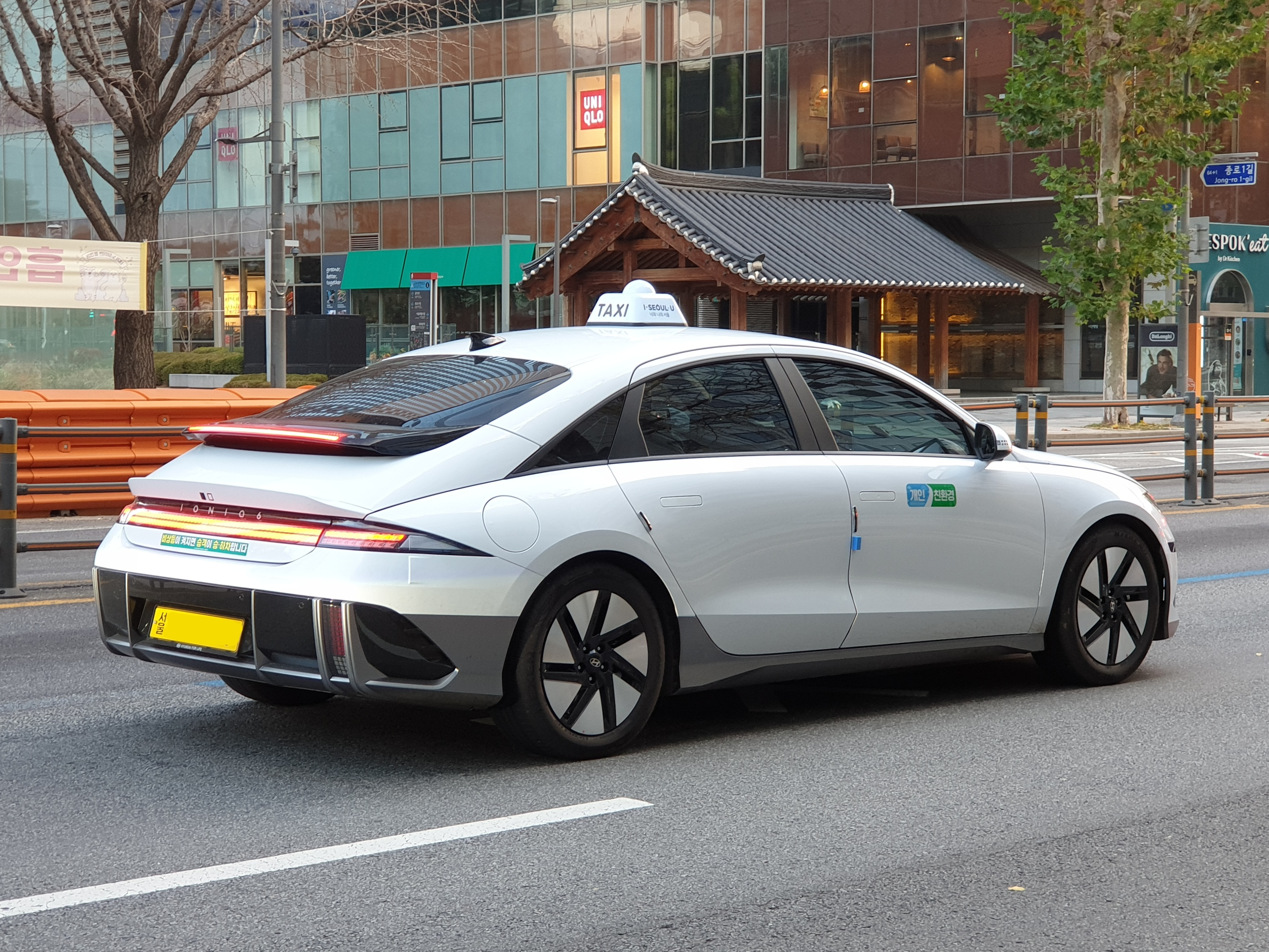
Hyundai Ioniq 6 Taxi - tył

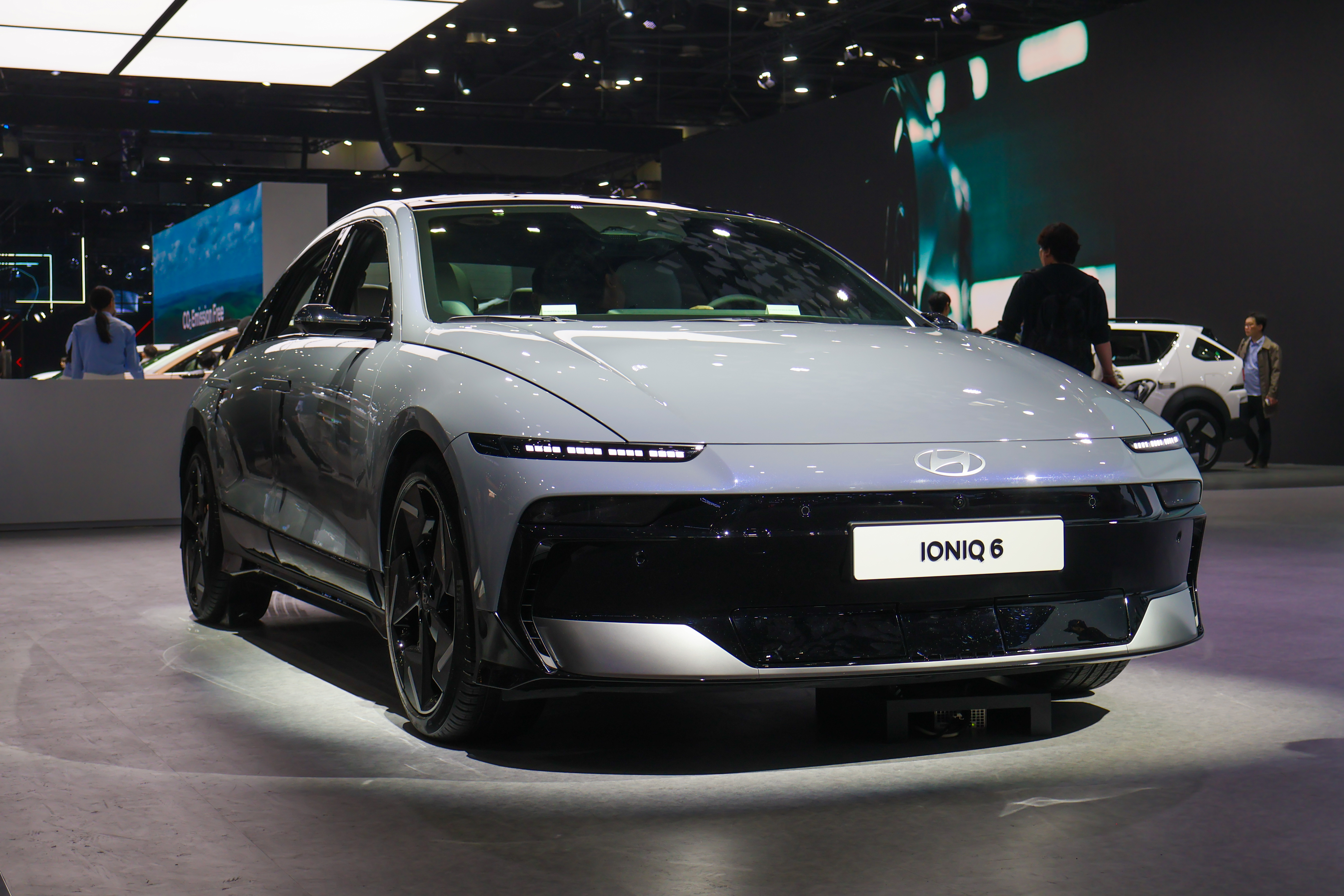
Hyundai Ioniq 6 po liftingu

W marcu 2020 zaprezentowany został awangardowo stylizowany prototyp Hyundai Prophecy Concept, który został zaprojektowany przez szefa zespołu projektowego południowokoreańskiej firmy, Luca Donckerwolke'a. Już w momencie prezentacji tego studium producent zapowiedział, że jest ono zwiastunem produkcyjnego, zaawansowanego technicznie samochodu elektrycznego konkurującego z konstrukcjami takich firm jak Tesla. W sierpniu 2020 potwierdzono, że seryjny model otrzyma nazwę Hyundai Ioniq 6 i utworzy nową gamę samochodów elektrycznych, jako drugi po przedstawionym w 2021 crossoverze Ioniq 5.
Proces testowy przedprodukcyjnych egzemplarzy wkroczył w zaawansowaną fazę w czerwcu 2021, kiedy to po raz pierwszy sfotografowano zamaskowane prototypy. Moment prezentacji gotowego modelu został opóźniony z początku do połowy 2022 roku z racji wdrożonych w późnej fazie rozwoju zmian w wyglądzie oraz zasięgu układu elektrycznego. Ostatecznie, produkcyjny Hyundai Ioniq 6 zadebiutował oficjalnie pod koniec czerwca 2022.
Samochód w obszernym zakresie odtworzył awangardową stylistykę prototypu Prophecy z 2020 roku, wyróżniając się smukłą sylwetką z łagodnie opadającą, łukowatą linią nadwozia i szpiczastą tylną częścią nadwozia nawiązującą do samochodów typu fastback. De facto będący 4-drzwiowym sedanem, przyozdobiony został charakterystycznym tylnym spojlerem ze światłem stop w postaci pasa świetlnego. Wzorem crossovera Ioniq 5, m.in. tylne lampy utrzymano w formie tzw. parametrycznych pikseli. Innymi specyficzynymi detalami są chowane klamki oraz opcjonalne kamery przekazujące obraz na wyświetlacze zamiast tradycyjnych lusterek. Samochód wyposażony może zostać także w tradycyjne boczne lusterka, które oferowane są jako domyślne rozwiązanie m.in. w Stanach Zjednoczonych nie dopuszczających stosowania w tym celu kamer.
Kabina pasażerska została utrzymana w kanciastym, minimalistycznym wzornictwie. Kokpit zdominowały dwa 12-calowe wyświetlacze tworzone przez zegary i system multimedialny, które połączyła jedna szklana tafla. Pojazd wyposażono także w nastrojowe oświetlenie ambientowe w dwóch kolorach, które umieszczono m.in. w boczkach drzwi i desce rozdzielczej. 

### Lifting
W kwietniu 2025 roku samochód przeszedł lifting.

### Sprzedaż
Początek produkcji Hyundaia Ioniq 6 wyznaczony został na połowę 2022 roku, z kolei zasięg rynkowy pojazdu określony został jako globalny. W pierwszej kolejności w sierpniu 2022 rozpoczęła się sprzedaż odmiany południowokoreańskiej przeznaczonej do sprzedaży na rynku wewnętrznym. W listopadzie 2022 zaprezentowano z kolei warianty na kolejne ważne rynku zbytu: najpierw europejski, a w drugiej połowie miesiąca także Ameryki Północnej. Dostawy pierwszych sztuk w tych regionach wyznaczono na wiosnę 2023 roku. Jako głównego rywala południowokoreańska firma określiła Teslę Model 3.

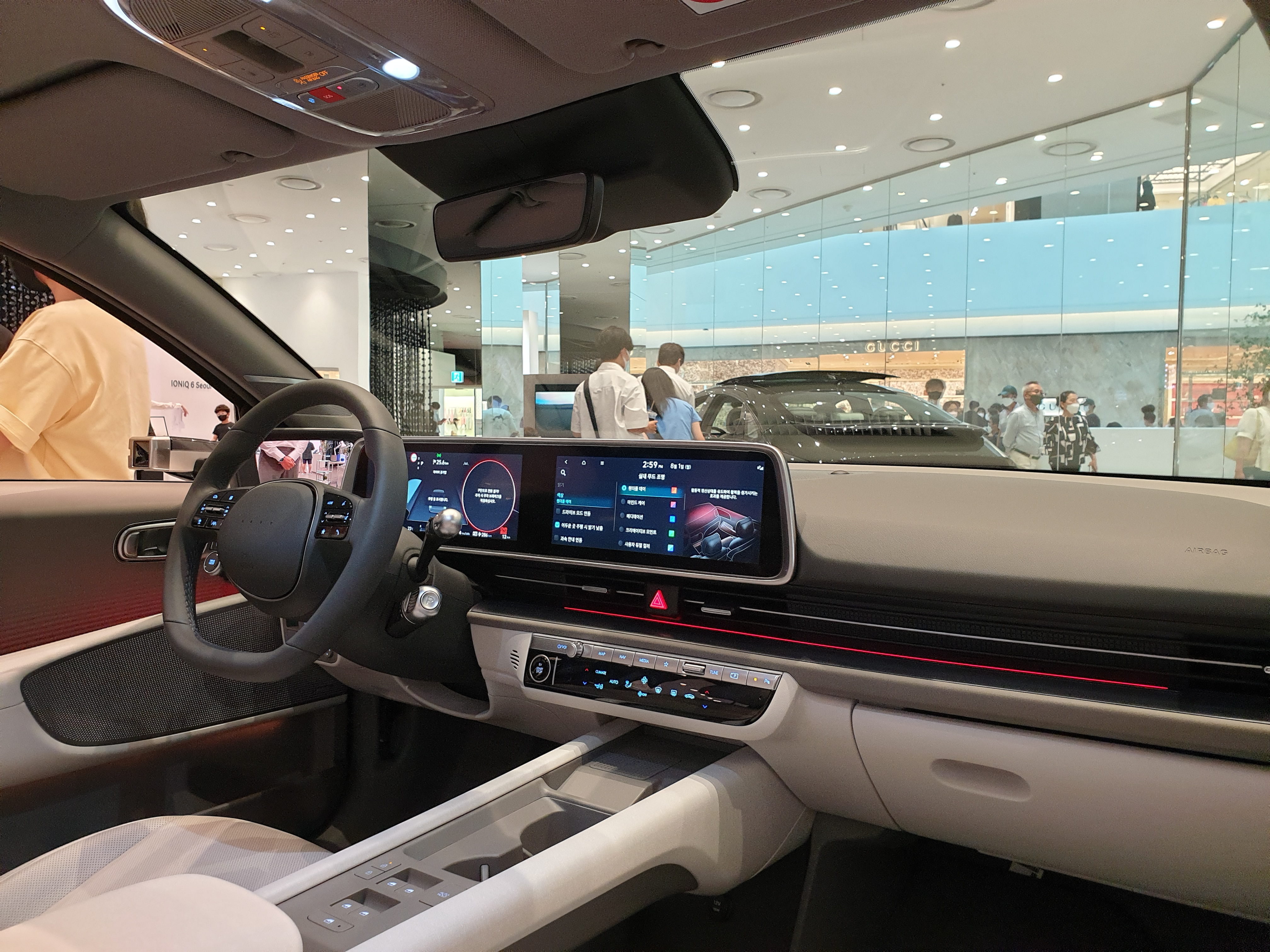
Hyundai Ioniq 6 - kokpit

### Dane techniczne
Hyundai Ioniq 6 to samochód w pełni elektryczny, który wyposażony został w bliźniaczy układ napędowy względem crossovera Ioniq 5. Dłuższy zasięg możliwy jest do uzyskania dzięki m.in. bardziej aerodynamicznej karoserii.
| Bateria                 | Napęd | Moc    | Moment obr. | 0-100 km/h | V-max    |
| ----------------------- | ----- | ------ | ----------- | ---------- | -------- |
| 53 kWh (Standard Range) | RWD   | 168 KM | 350 Nm      | 8,8 s      | 185 km/h |
| 77,4 kWh (Long Range)   | RWD   | 225 KM | 350 Nm      | 7,4 s      | 185 km/h |
| 77,4 kWh (Long Range)   | AWD   | 321 KM | 605 Nm      | 5,1 s      | 185 km/h |